# Esther Guimond
Esther Guimond, född 18??, död 1876, var en fransk kurtisan och salongsvärd. Hon tillhörde de mest berömda av de så kallade demimonderna eller grande horizontales, kollektivt kallade La garde, i andra kejsardömets Paris.
Hon beskrivs som en av de kurtisaner som uppnådde mest inflytande över press och politik. Sedan hon etablerat sig med ett antal fasta förmögna kunder öppnade hon en salong som blev en mötesplats för samtidens författare och politiker, som hon underhöll med sin kvickhet och anekdoter. Hon drev en framgångsrik litterär salong även sedan hon avslutat sin karriär som kurtisan. 